# Malte Mohr
Malte Mohr (Alemania, 24 de julio de 1986) es un atleta alemán especializado en la prueba de salto con pértiga, en la que consiguió ser subcampeón mundial en pista cubierta en 2014.

## Carrera deportiva
En el Campeonato Mundial de Atletismo en Pista Cubierta de 2014 ganó la medalla de plata en el salto con pértiga, con un salto por encima de 5.80 metros, siendo superado por el griego Konstadinos Filippidis (oro también con 5.80 metros pero en menos intentos) y por delante del checo Jan Kudlička (bronce también con 5.80 metros pero en más intentos).